# Centre sportif Max-Rousié
Pour les articles homonymes, voir Stade Max-Rousié.
Le centre sportif Max-Rousié est situé dans le 17e arrondissement de Paris, il est composé d'un gymnase, de deux stades et d'un tennis.
En 2013, le stade est en reconstruction. Il est sélectionné pour être le centre d'entraînement de boxe lors des Jeux olympiques d'été de 2024 se déroulant à paris.

## Description
Le centre est constitué de 3 pôles : 
- le gymnase de 44 m × 22 m avec des tracés de terrains de handball, volley-ball, basket-ball, badminton. Le gymnase contient aussi une salle d'arts martiaux et une salle de gymnastique.
- le stade avec un terrain de rugby éclairé, un terrain de foot synthétique éclairé, un terrain d’athlétisme avec piste 400m, saut en hauteur, saut en longueur, poids et une petite tribune en partie couverte.
- l'espace tennis avec 3 courts de tennis en synthétique sablé et un mur d'entrainement.

## Histoire
Inauguré le 16 novembre 1969[réf. nécessaire], il prend le nom de Max Rousié (1912-1959), joueur de rugby à XV et de rugby à XIII.
En 2013, le stade de football est détruit dans le cadre de la ZAC Porte Pouchet afin de pouvoir construire un nouveau stade. Les TAM (Transports Automobiles Municipaux, situés à proximité) et des Pompiers seront installés sous le nouveau stade qui sera surélevé par rapport à l'ancien.
Sous et sur le nouveau stade, les niveaux comporteront :
- en rez-de-chaussée bas : les bureaux, les ateliers et les remises des TAM et l'annexe pompiers,
- en entresol : les locaux complémentaires liés aux activités des TAM, la caserne Pompiers et des locaux techniques,
- en rez-de-chaussée haut : le terrain de futsal et sa tribune. Le rez-de-chaussée du bâtiment construit le long du périphérique sera occupé par les TAM,
- aux 2 niveaux supérieurs du bâtiment construit le long du périphérique : les locaux de vie des pompiers.
- Un "Club House" proche du terrain d’athlétisme où l'on peut boire un verre.

À la suite de la sélection du site en tant que centre d'entraînement de boxe lors des Jeux olympiques d'été de 2024 de 2022 à 2023 des travaux ont lieu pour la modernisation, l'accessibilité des infrastructures.

## Clubs associés au stade
- Sporting club universitaire de France rugby

## Adresse
28 rue André-Bréchet à Paris